# Brian Maienschein

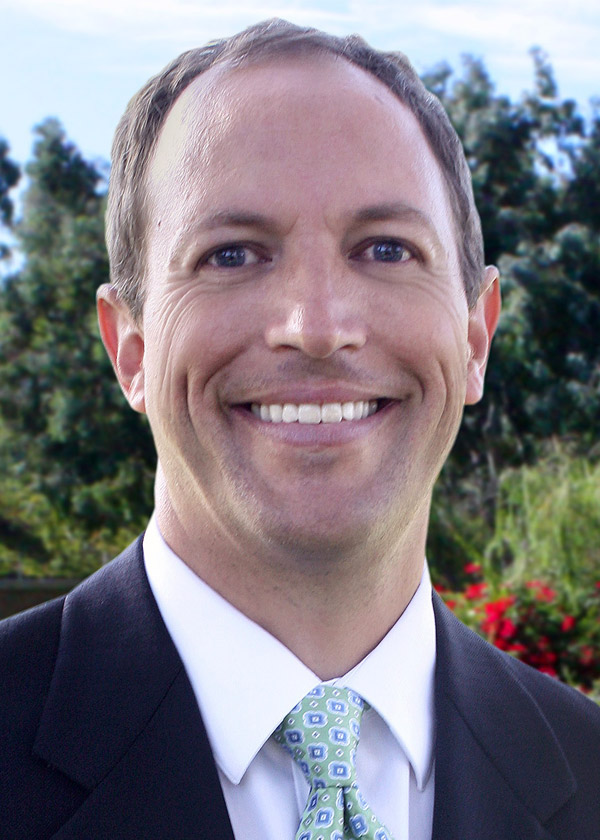
Brian Maienschein

Brian Maienschein (* 22. Mai 1969 in Independence, Missouri) ist ein US-amerikanischer Politiker. Er gehört der Republikanischen Partei an.
Im Alter von sieben Jahren zog Brian Maienscheins Familie nach Poway in Südkalifornien. Brian besuchte die örtliche Highschool, 1991 graduierte er am University of California, Santa Barbara. Danach studierte er an der California Western School of Law und schloss seine Ausbildung mit dem Juris Doctor ab. An dieser Hochschule sowie der University of San Diego School of Law unterrichtet Maienschein nun Wahlrecht (election law).
Die politische Karriere von Brian Maienschein begann mit seiner Wahl in den Stadtrat von San Diego im Jahr 2000. Er wurde 2004 wiedergewählt und absolvierte die maximal erlaubten zwei Amtszeiten. Nach seinem Ausscheiden aus dem Stadtrat arbeitete er im Programm des San Diego County zur Bekämpfung chronischer Obdachlosigkeit. 
2012 kandidierte Maienschein im 77. Wahldistrikt für die California State Assembly und entschied die Wahl mit 60,1 % klar für sich, 2014 wurde er mit 65,8 % wiedergewählt.